# Lanciego
Lanciego (baskisch Lantziego; offiziell Lanciego/Lantziego) ist ein Ort und eine Gemeinde (municipio) mit 685 Einwohnern (Stand: 2024) in der Provinz Álava in der Autonomen Gemeinschaft Baskenland im Norden Spaniens. Der Ort gehört zur Weinbauregion Rioja. Neben dem Hauptort Lanciego/Lantziego gehören auch die Ortschaft Viñaspre/Biasteri und die Wüstung Asa zur Gemeinde.

## Lage
Lanciego/Lantziego liegt in einer Höhe von etwa 540 Metern ü. d. M. im Osten der Provinz Álava an der Grenze zur Autonomen Gemeinschaft Navarra. Die Provinzhauptstadt Vitoria-Gasteiz liegt in etwa 40 Kilometer nordnordwestlicher Entfernung. Bei der Wüstung Asa bildet der Ebro einen Teil der südlichen Gemeindegrenze.

## Bevölkerungsentwicklung
| Jahr      | 1960 | 1970 | 1981 | 1991 | 2001 | 2011 | 2021 |
| Einwohner | 858  | 699  | 575  | 641  | 654  | 682  | 692  |

## Sehenswürdigkeiten
- Im Gebiet der Wüstung Assa befindet sich die römische Brücke von Mantible aus dem zweiten nachchristlichen Jahrhundert
- Kirche des heiligen Ascylus und der heiligen Viktoria (Iglesia de San Acisclo y Santa Victoria)
- Marienkapelle  (Ermita de Santa María del Campo)

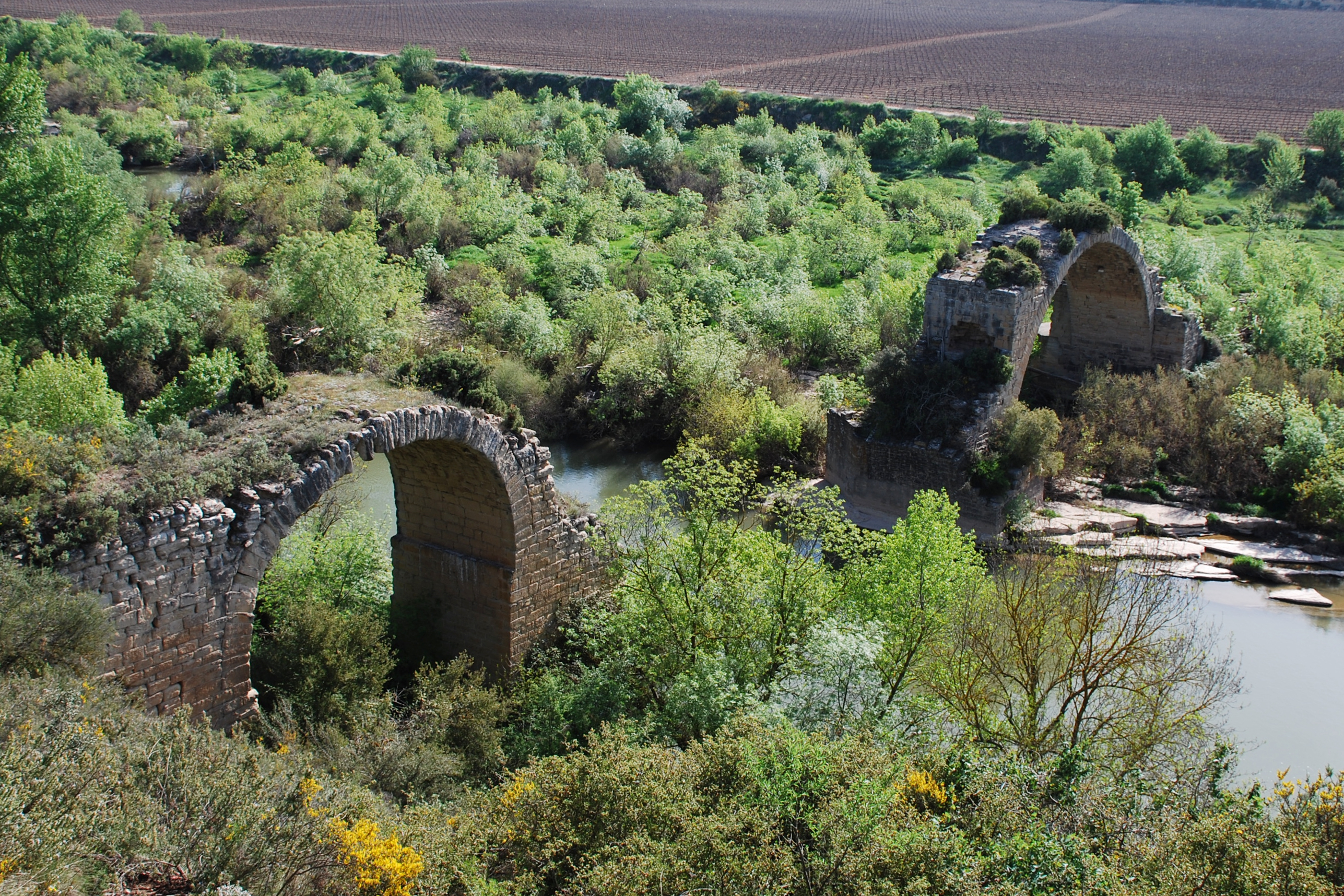
Römische Brücke von Mantible
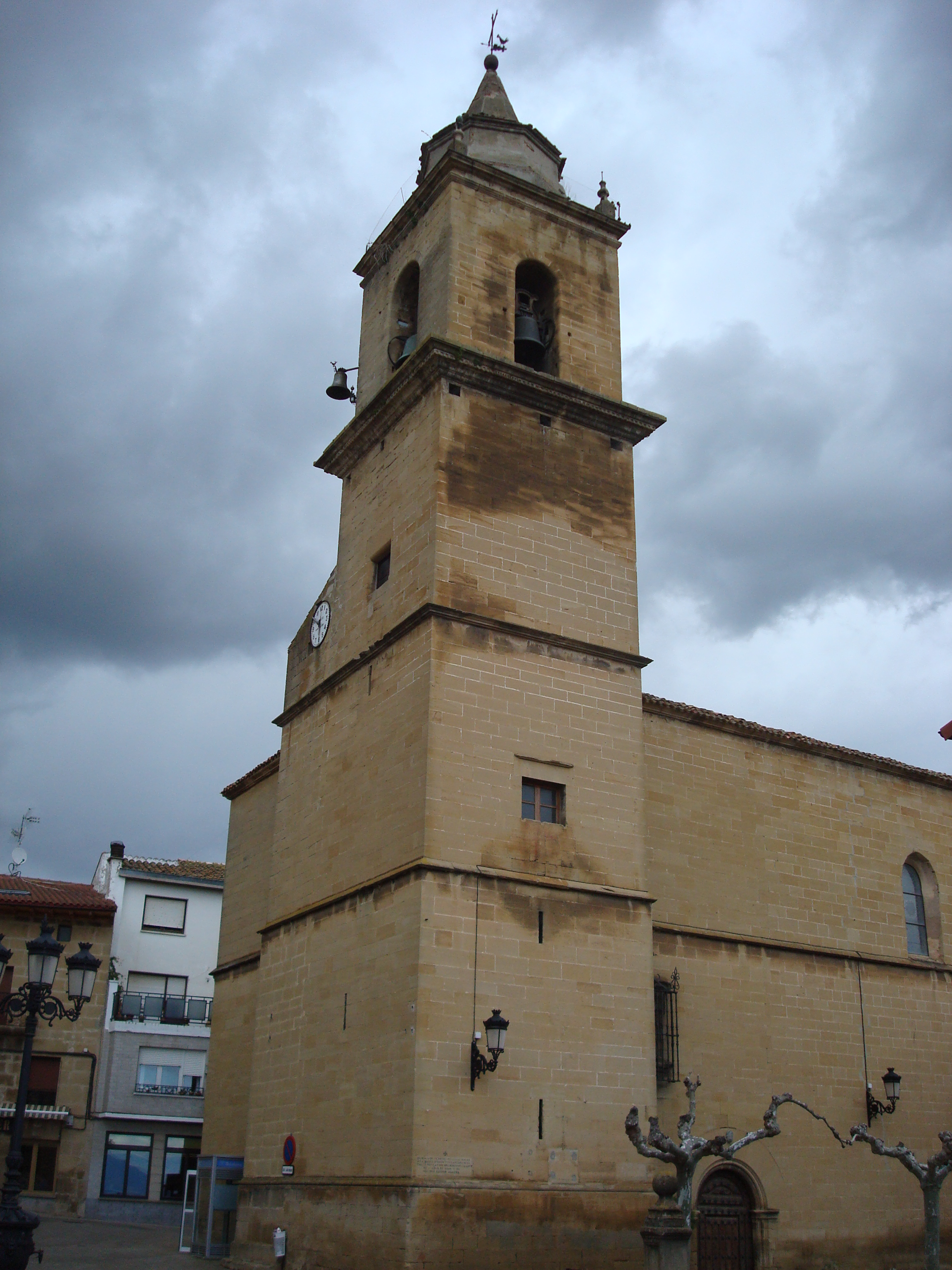
Kirche des heiligen Ascylus und der heiligen Viktoria